# 輪舞
《輪舞》（法語：La Ronde）是一部由德國導演馬克思·歐弗斯執導的1950年法國電影，改編自亞瑟·史尼茲勒的劇作《輪舞》。電影榮獲英國電影學院獎最佳影片，並提名兩項奧斯卡金像獎：奧斯卡最佳改編劇本獎和奧斯卡最佳藝術指導獎。

## 內容概述
電影以輪舞結構，表現19世紀維也納各階層的男女關係。這是一座情慾的旋轉木馬，分11章節講述10名非法性行為者，他們分別是：一名妓女、一名士兵、一名女傭、女傭僱主的兒子、已婚女子及她的丈夫、一個女孩、一位詩人、一個女演員、一名伯爵，最後妓女再次出場。十人組成五對伴侶，每對伴侶中的一人又與下一人發生關係，由此形成一個如輪舞般連續的圓環（ronde）。

## 演員表
- 安東·沃爾布魯克（英语：Anton Walbrook） 飾 遊戲主持者
- 茜蒙·仙諾 飾 妓女
- 塞吉·雷加尼（英语：Serge Reggiani） 飾 士兵
- 西蒙妮·西蒙（英语：Simone Simon） 飾 女傭
- 丹尼爾·傑林（英语：Daniel Gélin） 飾 艾佛雷
- 丹妮兒·戴喜歐（英语：Danielle Darrieux） 飾 艾瑪
- 費納德·葛萊維（英语：Fernand Gravey） 飾 艾瑪之夫查爾斯
- 歐黛·如華（英语：Odette Joyeux） 飾 安娜
- 尙-路易·巴侯（英语：Jean-Louis Barrault） 飾 詩人
- 伊萨·米兰达 飾 女演員夏綠蒂
- 傑哈·菲力浦 飾 伯爵

## 外部連結
- 互联网电影数据库（IMDb）上《輪舞》的资料（英文）
- AllMovie上《輪舞》的资料（英文）
- 豆瓣电影上《輪舞》的資料 （简体中文）
- 開眼電影網上《輪舞》的資料（繁體中文）